# Taniec w starożytnej Grecji
Taniec w starożytnej Grecji – istotny składnik kultury starożytnych Greków, odgrywający znaczącą rolę w ich życiu społecznym i religijnym. W greckich wierzeniach patronką tańca była muza Terpsychora.

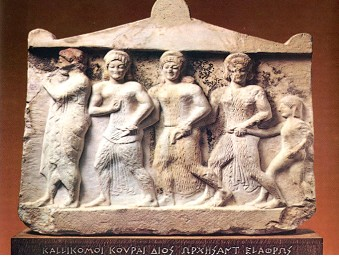
Taniec dziewcząt z asystą fletnisty (relief ateński z pocz. V wieku p.n.e.)

## Wprowadzenie
W kulturze Greków instytucji tańca przypisywano boskie pochodzenie i przedstawiano w nim nawet bogów (θεοὶ συγχορευταί) i bóstwa (Afrodytę, Dionizosa, Zeusa, nimfy i muzy)  – tłumaczy to jego obecność w rozmaitych przejawach życia. Ponadto poprzez swą komunikatywność stanowił rodzaj języka, będąc swoistym środkiem porozumiewania się z wyrażeniem osobistych emocji i głębszych odczuć.
Większość obrzędów państwowo-religijnych stanowiących o wspólnej tożsamości mieszkańców greckiej polis zawierało elementy taneczne o charakterze rytualnym, powiązanym z działaniem magicznym. Jako zjawisko przede wszystkim kultowe miewały one również społeczny charakter łączącego obywateli tańca wspólnotowego. Z tego względu taniec w starożytnej Grecji zaliczano do istotnych części greckiego wychowania i nauczano go w szkołach. U Greków nie był on samodzielną sztuką, ale częścią orchestyki, w której skład wchodziły umiejętność tańczenia, śpiewania i gry na instrumentach. Odgrywał też rolę dopełniającą w rozwoju liryki chóralnej złożonej z poezji, muzyki i tańca. W założeniach wychowania spartańskiego taniec integralnie łączył muzykę z gimnastyką.

## Źródła wiedzy

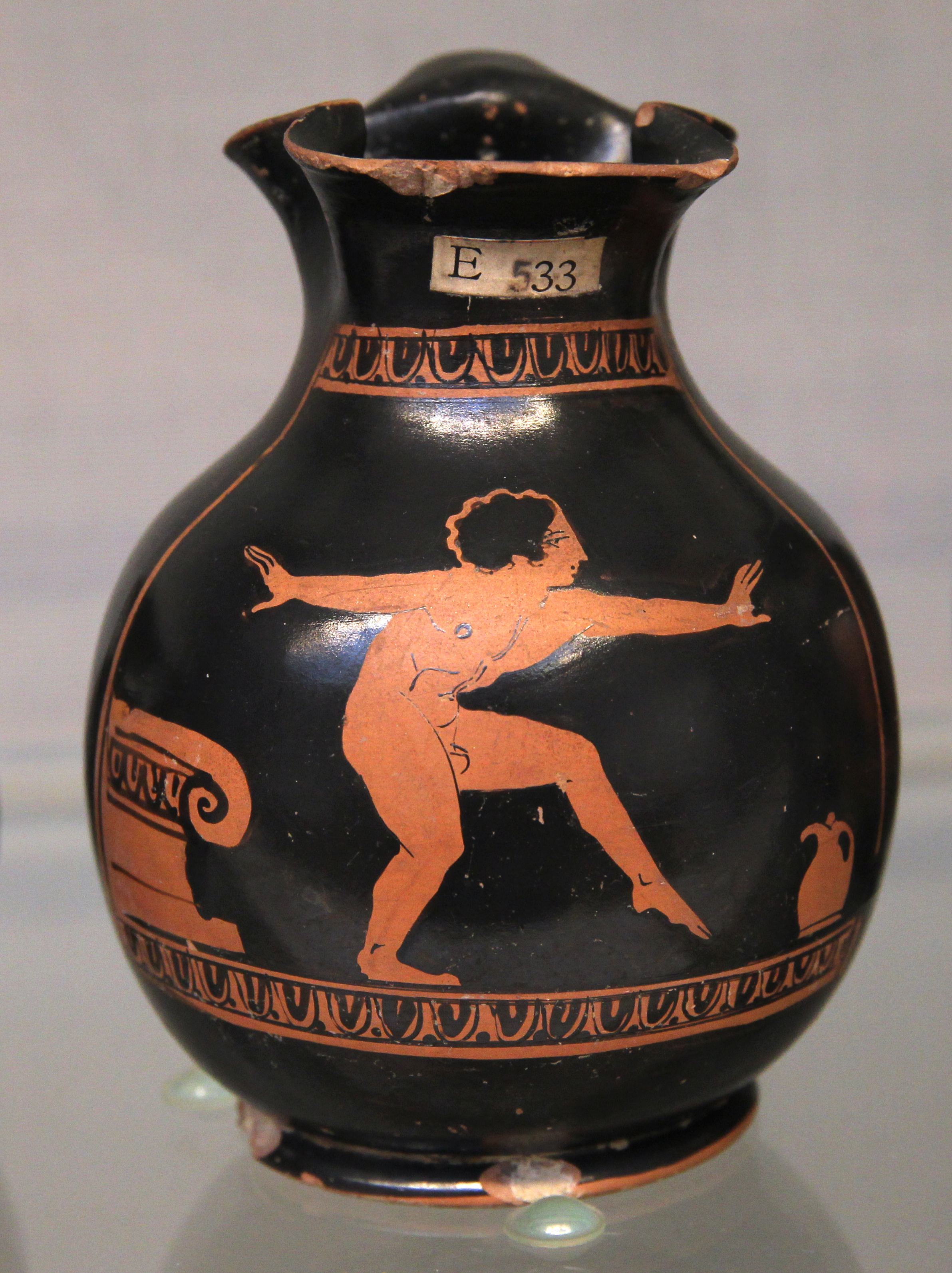
Tańczący chłopiec (ceramika z kon. V w. p.n.e.)

Podstawą dzisiejszej wiedzy o rozwoju i ewolucji tańca greckiego są przede wszystkim źródła literackie i obiekty archeologiczne. Wczesne wiadomości pochodzą z opisów życia codziennego w Iliadzie i Odysei Homera. Platon wspomina o znaczeniu wychowawczym tańca w VII księdze Praw. Wśród źródeł bardziej szczegółowych zachowały się teksty: zawierający dysputę obrońcy i przeciwnika Dialog o tańcu Lukiana z Samosaty (z II wieku n.e.) oraz informacje zawarte w zbiorze Uczta mędrców Atenajosa (z początku III w. n.e.), z uwagami na temat stopniowego upadku tańca w Grecji. Bliższe wiadomości zawiera też dialog sokratejski Ksenofonta Uczta, dodatkowe znaleźć można w Moraliach Plutarcha (Zagadnienia biesiadne, Uczta siedmiu mędrców). Oprócz zabytków piśmienniczych informacji o tańcu dostarczają zabytki sztuki.

## Cechy tańca
Na podstawie źródeł można określić jedynie podstawowe cechy tańca greckiego. Będąc faktycznie obecny we wszystkich dziedzinach życia, spełniał rozmaite funkcje społeczne, stąd zróżnicowanie tańców, o których rytmice i figurach brak jednak dokładniejszych wiadomości.
Zgodnie z teorią starożytnych taniec składał się z trzech części: kroków (forai), figur (schemata) i ruchów rąk (deikseis) (por. Plutarch, Moralia 747c). Tańce Greków miały najczęściej charakter kołowy lub korowodowy, rzadko tańczono razem, z reguły osobno (mężczyźni, młodzieńcy, kobiety, dziewczęta), przy czym nie obejmowano się, nie obracano dokoła siebie; parami tańczono na odległość lub z bliska .

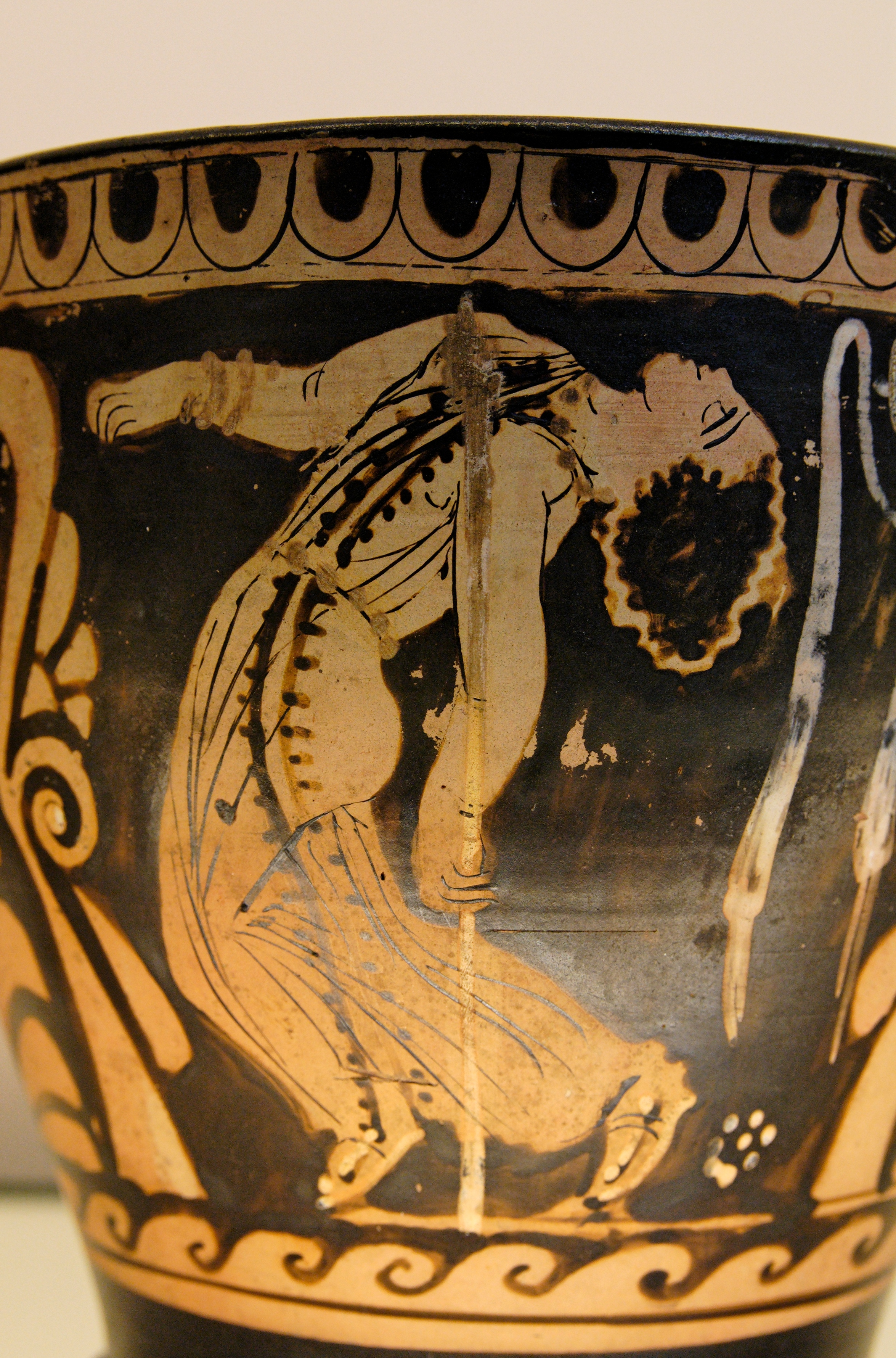
Ekstatycznie tańcząca menada (ceramika z końca IV w. p.n.e.)

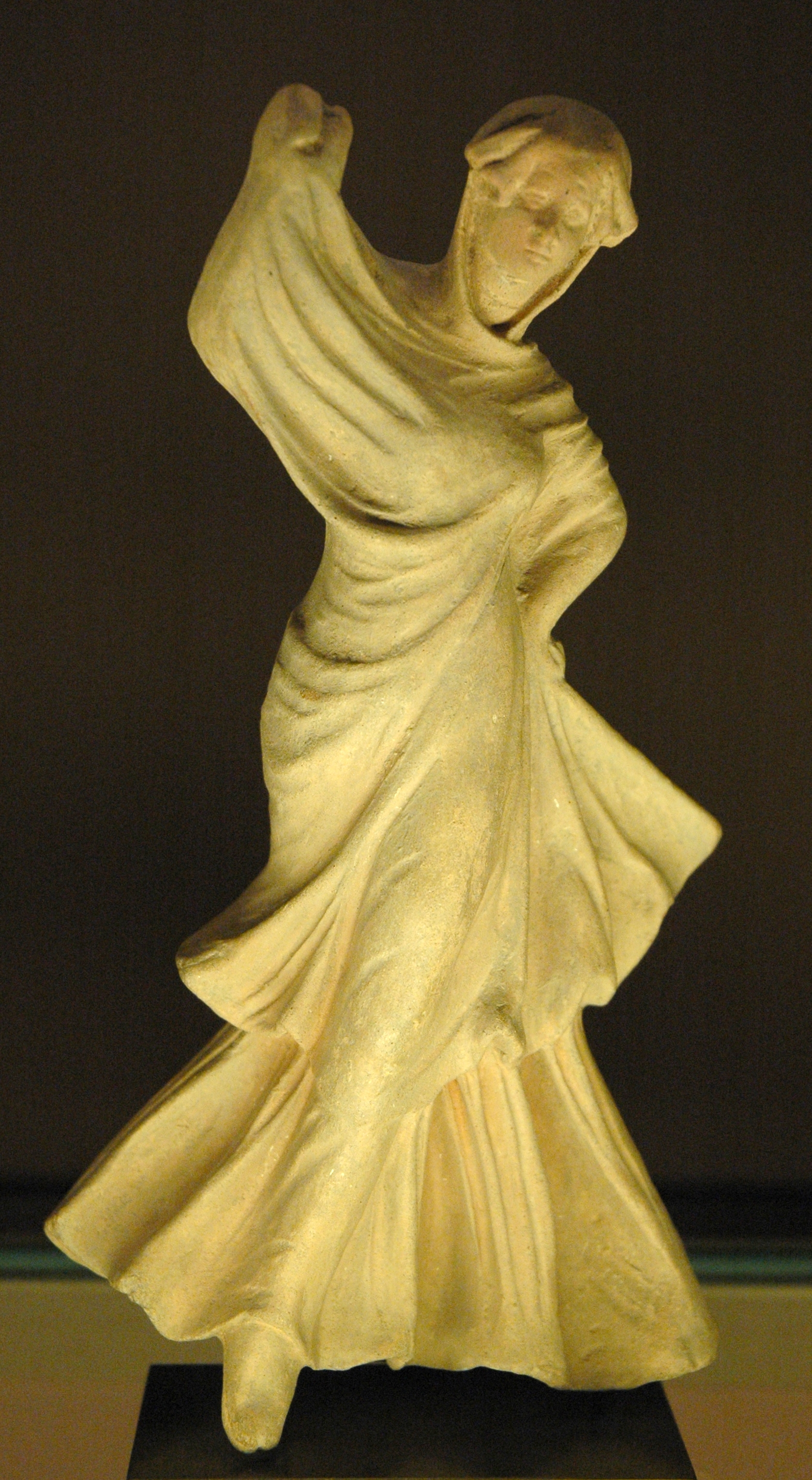
Zawoalowana tancerka (statuetka terakotowa, II w. p.n.e.)

W całości zjawiska jako trzy zasadnicze kategorie występują tańce religijne, świeckie i wojenne. Pierwsze łączyły się nie tylko z ceremoniami religijnymi, lecz także z przedstawieniami teatralnymi o charakterze dramatycznym; w życiu prywatnym towarzyszyły ceremoniałom podczas uroczystości zarówno weselnych, jak i pogrzebowych. W założeniu ogólnym tańce wiązane z najstarszą tradycją arystokratyczną z biegiem czasu były stopniowo usuwane z nowszej, zdemokratyzowanej kultury Greków.
Szczególnie popularne stawały się natomiast tańce o charakterze ekstatycznym, łączące się najczęściej z orgiastycznymi uroczystościami na cześć Dionizosa czy Kybele i Attisa. Towarzyszył im zwykle pobudzający akompaniament piszczałek i bębenków. W odróżnieniu od instrumentów muzyki „poważnej” (lira, kitara), przy zbiorowych tańcach publicznych używano instrumentów typowych dla muzyki lekkiej, do których zaliczano uniwersalny aulos, lekki wielostrunowy barbiton, hałaśliwy tympanon i grzechotki oraz rodzaj kastanietów (krotala). Grecy najpewniej znali też zróżnicowane – zależnie od miejscowości i krainy – tańce ludowe, o których nie przetrwały żadne świadectwa.

## Rodzaje tańca
Wywodzące się z tradycji tańce Greków ściśle łączyły się ze śpiewem zespołowym, co podkreśla dwojakie znaczenie słowa choros. O ile niekiedy przeważał w nich śpiew, to w innych przypadkach istotniejszą częścią stawał się pląs, nadający tym samym cechy znanego z powszechnej kultury ludowej tańca z przyśpiewkami.
Poszczególne rodzaje tańca rytualnego (podobnie jak osobne rodzaje pieśni, np. hymn, tren, dytyramb na cześć Dionizosa, pean na cześć Apollona), dostosowane były do charakteru konkretnych obrzędów i bóstw, z którymi się wiązały kultowo. Łączyło się z tym również istnienie kategorii tzw. świętych tancerzy, tworzących rodzaj stowarzyszeń (podobnie jak homeryccy betarmoj albo mityczni korybanci).
Do związanych z kultem apollińskim należały pochodzące z Krety tańce geranos i hypercheme. Pierwszy był tańcem chórów tragicznych, znanym też na Delos i w Sparcie; stworzył go Thaletas z Gortyny, przebywając u Spartan. Wykonywany był przez dwie grupy chóralne: śpiewającą w kręgu oraz taneczną. Uroczystym tańcem chóralnym był również powolny emmeleia. Natomiast korowodowy, falisty geranos – „taniec żurawi”, w wykonaniu kobiet i mężczyzn, naśladował lot tych ptaków bądź wędrówkę Tezeusza w labiryncie Minotaura; praktykowano go podczas obrzędów na Delos, ale tańczono też w Sparcie .
Do podobnych tańców naśladowczych, pierwotnie mających głównie charakter obrzędowy, należał w Atenach „taniec niedźwiedzicy” wykonywany na cześć Artemidy Braurońskiej przez małoletnie dziewczęta oddawane okresowo w służbę bogini. Innym z tej kategorii był związany z kultem Demeter taniec kobiet oklasma, wykonywany podczas świąt Tesmoforiów.
Z okazji świąt publicznych tańczono jednak przede wszystkim w trakcie uroczystości dionizyjskich: ekstatyczne tańce kobiet odbywały się podczas Lenajów, wspólnie tańczono podczas wiejskich Dionizjów (Małych) i Oschoforiów. Najczęściej wykonywane były one przy upojeniu winem, cechowała je prymitywna żywiołowość: gwałtowne podskoki i spontaniczne, niekontrolowane ruchy. Jako wyuzdane krytykowali je Platon i Lukian; jako „dziki” Lukian krytykował także taniec themastris polegający na skokach ze skrzyżowanymi nogami. Za nieprzyzwoity uważano też zmysłowy kordaks, pochodzący z komedii attyckiej, podobnie jak z frywolnych dramatów satyrowych pochodził taniec skinnis. Szczególną odmianą był pochód taneczny (tzw. komos bakchiczny).

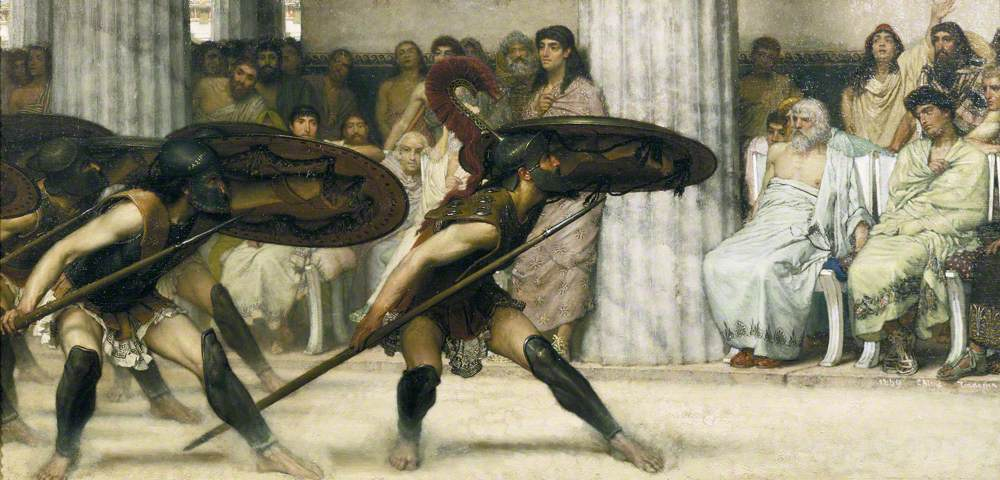
Spartański taniec wojenny pyrriche (mal. Lawrence Alma-Tadema, 1869)

Tańce wraz ze śpiewami wykonywano podczas spartańskich świąt – gymnopediów. Wśród tańców wojennych charakterystyczny dla Sparty i Krety był pyrriche (πυρρίχη), bliżej scharakteryzowany przez Platona (Prawa VII, 815a) jako imitujący walkę:

Mamy tu ruchy zmierzające do ochrony ciała przed wszelkimi razami i pociskami, więc uchylanie się i pochylanie, podskakiwanie i przypadanie do ziemi, oraz odwrotnie, ruchy używane przy atakowaniu, więc naśladujące napinanie łuku, rzucanie pocisku i zadawanie w ogóle wszelkich ciosów.

Wykonywany był przez dwóch lub więcej tancerzy w pełnym uzbrojeniu, przy dźwiękach aulosu, któremu rytm nadawano uderzeniami w tarcze. Tańce pirryckie (wojenne) wykonywano i gdzie indziej; w Atenach obecne były nawet w IV wieku w programie Panatenajów (wykonywane osobno przez dorosłych mężczyzn, osobno przez młodzież i dzieci), zanikły one dopiero pod koniec II stulecia p.n.e., pozostając jedynie u Spartan.
Całkowicie odmiennym od kultowego i wojennego był świecki taniec popisowy, lepiej znany przede wszystkim z późnego przekazu Lukiana. Wykonywali go bardzo liczni zawodowi tancerze – często zarazem akrobaci, akrobatki i mimowie. Taki charakter miały już tańce u Feaków opisane w VIII pieśni Odysei przez Homera, zwłaszcza taniec z piłką w wykonaniu Haliosa i Laodamasa (VIII, 370).  Tańce popisowe były często rodzajem przedstawień (wystawianych przeważnie w czasie uczt), podczas których tancerze odtwarzali scenki fabularne, np. o charakterze mitologicznym. Z opisów zawartych w Uczcie Ksenofonta wynika, że sprowadzani na sympozja tancerki i tancerze wykonywali przy dźwiękach muzyki raczej popisy gimnastyczno-akrobatyczne, niż tańce w naszym rozumieniu tego słowa. Poza doskonałym przygotowaniem fizycznym wymagały one od wykonawców także umiejętności aktorskich i mimicznych. Niejednokrotnie spontanicznie przyłączali się do nich biesiadnicy, jak współuczestniczący w tym Anakreont albo, jak świadczący o tym przykład Sofoklesa, który po zwycięstwie pod Salaminą tańczył nago z wieńcem na głowie. Czasem mogły nawet przybierać postać błazeńskich popisów tanecznych, jak w opisanym przez Herodota (Dzieje VI, 129, 3-4) przypadku Hippoklejdesa występującego podczas uczty u sykiońskiego tyrana Kypselosa.

## Znaczenie moralne i wychowawcze

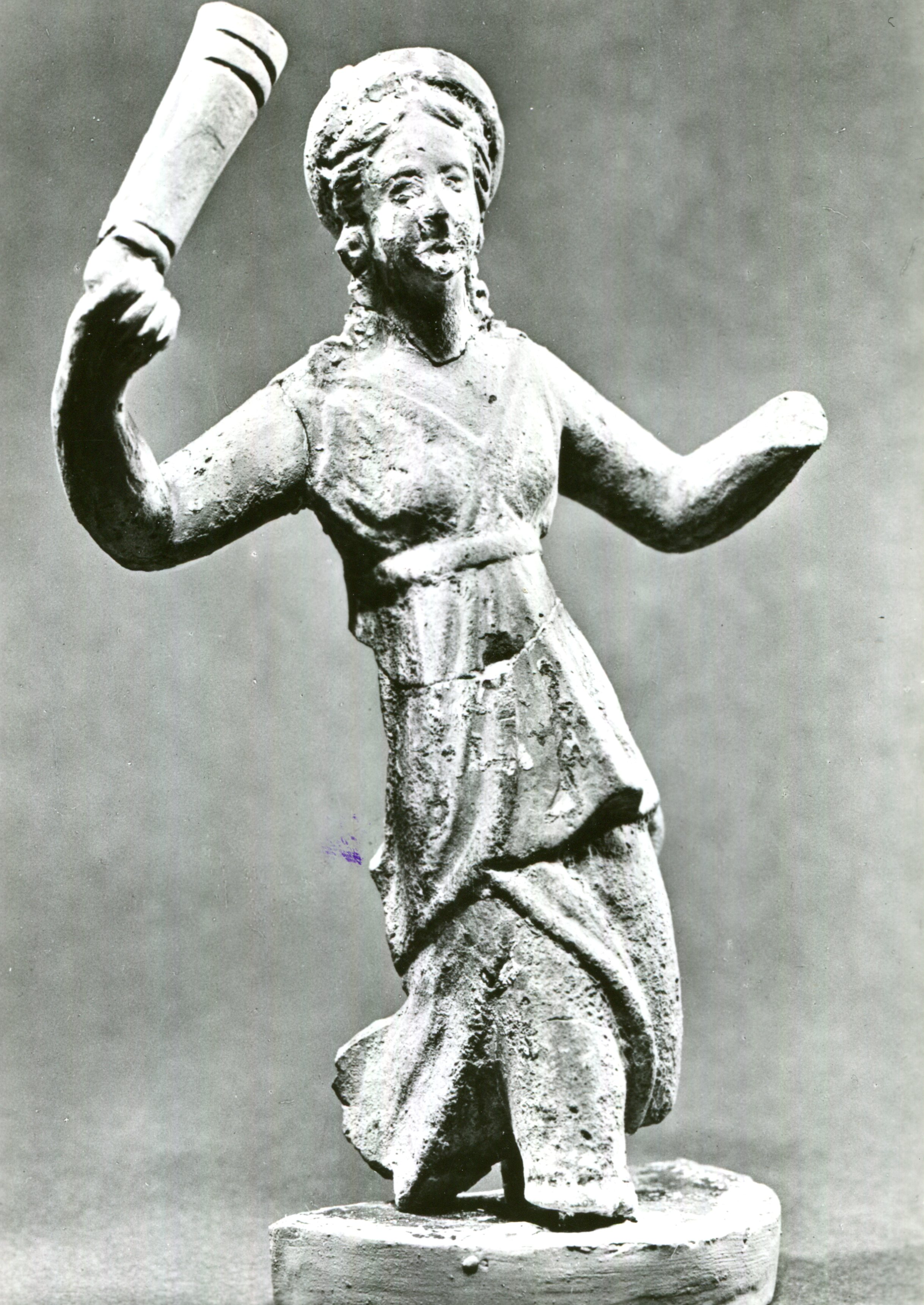
Tancerka z grzechotką (figurka z IV w. p.n.e.)

Mimo że we wszystkich epokach Grecy przejawiali wielkie upodobanie do muzyki i tańca, nic nie wskazuje na to, by młodzież podczas ćwiczeń fizycznych w palestrze wykonywała również ćwiczenia taneczne. Świadectwa literackie (Polibiusz, Lukian) dowodzą istnienia zorganizowanej nauki tańca jedynie w Arkadii i (w czasach rzymskich) w Sparcie.
Mimo to Grecy przyznawali tańcowi istotną wartość wychowawczą, co znajduje potwierdzenie u autorów klasycznych. Miał on bowiem kształtować piękno duchowe poprzez piękno ruchów tanecznych: rozwijał i wzbogacał duszę, a tym samym stanowił niezbędną część wychowania człowieka. Sokrates uznawał taniec za ważny element wychowania obywatela. W kształceniu dziewcząt prowadzonym pod koniec VII w. p.n.e. na Lesbos istotną rolę odgrywały m.in. tańce zespołowe pochodzące jeszcze z tradycji minojskiej. W opinii Platona (Prawa II, 653d-e, 654a-655b) taniec pozwalał też młodym na wyładowanie naturalnej energii w ramach określonych prawideł, wpływając tym samym na wyrobienie dyscypliny moralnej.
Nadając tańcowi funkcję wychowawczą, Grecy ustalili również jego kanony estetyczne. Platon miał surowe wymagania wobec tancerza, który powinien przedstawić temat tańca w sposób naturalny, piękny, harmonijny i przyzwoity. Sztuka tańca miała wyrażać przeżycia duchowe i odpowiadać klasycznym ideałom piękna.
Arystoteles kontynuował platońskie ujęcie tańca jako sztuki imitacyjnej: uważał, że tancerz za pomocą rytmicznego ruchu ciała przedstawia czynności, uczucia i charaktery.
Ponadto Platon stwierdzał, że obok gimnastyki taniec jest sztuką pozwalającą rozwinąć piękno ludzkiego ciała. Rozróżniał dwa jego rodzaje: szlachetny i frywolny. Pierwszy naśladuje ruchy pięknych ciał w sposób poważny i pomaga rozwijać poczucie piękna, natomiast frywolny zniekształca brzydotę i pobudza ludzi do śmiechu. Taniec szlachetny dzielił na taniec wojenny pyrricha, będący naśladowaniem walki, i na spokojny, dostojny emmeleia. Tancerz przedstawiał zdarzenie rzeczywiste lub scenę z mitologii. Co do tańców frywolnych – żywiołowych, spontanicznych i wykonywanych przygodnie – filozof radził unikać nie tylko uczestnictwa w nich, lecz nawet ich oglądania.

## Poglądy Lukiana

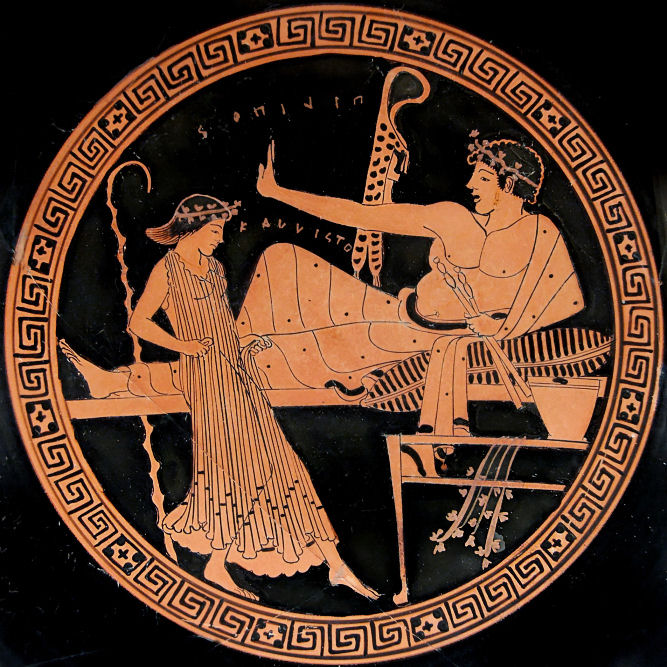
Hetera w tańcu na sympozjonie (wnętrze czary na wino z początku V w. p.n.e.)

W II wieku naszej ery Lukian z Samosat skonfrontował przeciwstawny stosunek do tańca w formie dialogu toczonego pomiędzy cynikiem Kratonem (przeciwnikiem tańca) a jego zwolennikiem – Lykinosem.
Kraton zarzucał tańcom frywolność, błahość, a tancerzom zniewieściałość i rozpustę. Sam taniec uważał za błahą rozrywkę, niegodną poważnego obywatela, który powinien raczej oglądać tragedie i komedie. Lykonos najpierw odparł zarzuty, a potem wygłosił płomienną pochwałę tańca. Przypomniał Kratonowi, że aktorzy tragiczni i komediowi również tańczą i występują w rolach kobiecych. Zarzucił tragedii skostniałość i nienaturalność, które przeciwstawił naturalności tancerzy. Lykinos uważał, że taniec jest naśladowaniem odwiecznego tańca gwiazd, więc nie można go potępiać. Bezbożnie jest potępiać taniec, gdy sami bogowie tańczą (np. Rea), a taniec jest wykonywany ku ich czci w czasie misteriów i obrzędów. Argumentuje, że taniec nie jest powodem do wstydu, ponieważ znani ze swej odwagi i waleczności Lacedemończycy tańczyli w czasie walki.
Lykinos zalecał tancerzowi naukę muzyki, geometrii i etyki, by doskonalić sztukę gestu. „Taniec nie jest sztuką łatwą i nadającą się do szybkiego opanowania. Wymaga on bowiem wszechstronnego i nader starannego wykształcenia” – zauważa w konkluzji, wskazując na błędy tancerzy, takie jak nadmierna ekspresja, brak harmonii i nieznajomość prezentowanego tematu.